# Adrada de Haza
Pour les articles homonymes, voir Haza (homonymie).
Adrada de Haza est une commune d’Espagne, dans la province de Burgos, communauté autonome de Castille-et-León. Cette localité est également vinicole, et fait partie de l’AOC Ribera del Duero.

## Géographie
C'est un village situé dans le sud de la  Province de Burgos, sur le versant atlantique de la province, à 826 mètres d'altitude et à 82 km de la ville de Burgos et à 16 km de Roa, son ancien chef-lieu de partido.
La route provinciale BU-200 part de ce village, court le long de la rive gauche de la vallée encaissée du Riaza vers le village de Campillo de Aranda et après avoir traversé la N 1 aboutit à Fuentelcésped...

## Source
- (es) Cet article est partiellement ou en totalité issu de l’article de Wikipédia en espagnol intitulé « Adrada de Haza » (voir la liste des auteurs).